# Frederick Englehardt
Frederick William "Fred" Englehardt, també escrit Engelhardt (Nova York, 14 de maig de 1879 - Nova York, 25 de juliol de 1942) va ser un atleta estatunidenc que va competir a primers del segle xx.
El 1904 va prendre part en els Jocs Olímpics de Saint Louis, on guanyà la medalla de plata en la prova del triple salt del programa d'atletisme. També disputà la prova del salt de llargada, on fou quart.